# Petra Hamman
Petra Hamman, geb. Gerharda Petronella de Jager (* 6. Juli 1935 in Ficksburg, Südafrikanische Union; † 2010 in Windhoek), war eine namibische Politikerin und Bürgermeisterin von Windhoek.

## Leben
Hamman studierte in Pretoria und arbeitete währenddessen für das Außenministerium Südafrikas, was sie später Vollzeit in Kapstadt fortsetzte. Ab 1957 lebte sie in Südwestafrika. Zunächst arbeitete sie dort für die Official Gazette und als Reporterin für Die Suidwester. Von 1961 bis 1980 unterrichtete sie als Lehrerin Englisch, Afrikaans und Sotho an der Deutschen Höheren Privatschule Windhoek. Später wurde sie Eigentümerin einer Textilfabrik. Ab 1984 gehörte sie dem Municipal Management Committee von Windhoek an.
Ab 1987 war Hamman Mitglied des Action National Settlement (ANS), einer politischen Initiative, die später in der National Patriotic Front (NPF) aufging. Später bekleidete sie hochrangige parteipolitische Positionen in der NPF. Ab Ende der 1980er Jahre setzte sich Hamman für die Frauenrechte in Namibia ein, insbesondere durch die Schaffung von Arbeitsplätzen in Katutura durch den von ihr gegründeten U-Do Trust.
Hamman war von 1991 bis 1992 Bürgermeisterin der namibischen Hauptstadt Windhoek. In dieser Position war sie 1991 für die Umbenennung eine der größten Straßen in Windhoek, der Leutwein-Straße, in Robert Mugabe Avenue mitverantwortlich.